# Saint-Bonnet-Briance
Pour les articles homonymes, voir Saint-Bonnet (homonymie).
Saint-Bonnet-Briance est une commune française située dans le département de la Haute-Vienne, en région Nouvelle-Aquitaine.

### Localisation

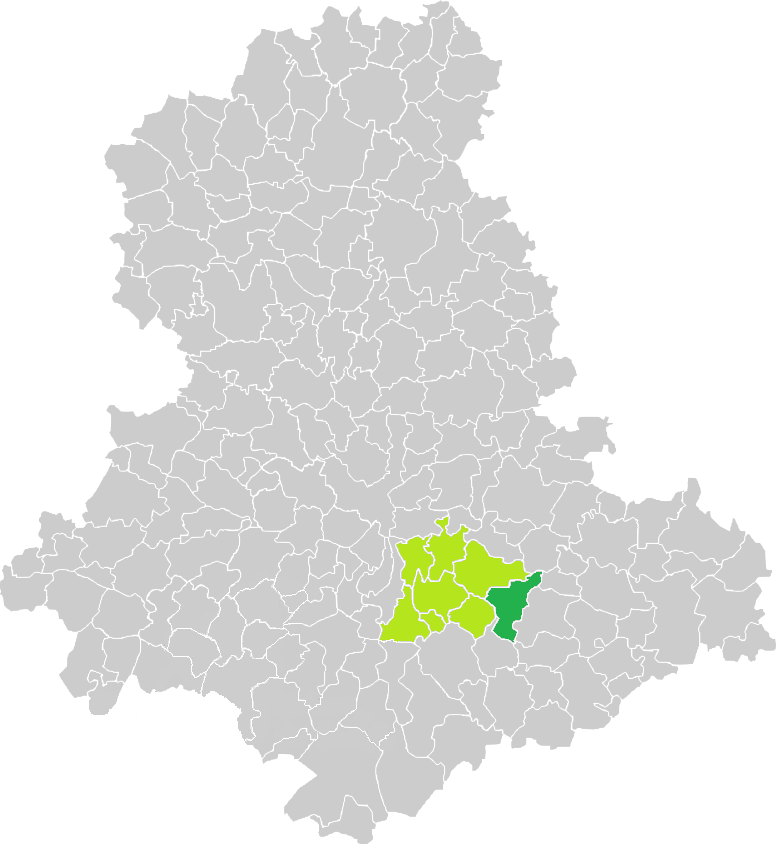
Situation de la commune de Saint-Bonnet-Briance en Haute-Vienne.

## Géographie

### Communes limitrophes
| Saint-Paul               | Saint-Denis-des-Murs | Roziers-Saint-Georges            |
| Saint-Genest-sur-Roselle | Saint-Bonnet-Briance | Linards                          |
|                          | Glanges              | Saint-Méard (par un quadripoint) |

### Hameaux et lieux-dits
- Aigueperse
- Bois Badaraud (le)
- Boule d'Or (la)
- Château d'Aigueperse
- Combret
- Fargeas
- Fressanges
- Gorce (la)
- Lachèse
- Leycuras
- Luchat
- Neuvillard
- Petites Maisons (les)
- Pierre Fiche
- Plaudeix
- Reirol
- Sagnas
- Siardeix
- Sivergnat

### Hydrographie
Commune traversée par la Roselle et la Briance d'où elle tire son nom.
La Roselle se jette dans la Briance et la Briance dans la Vienne.

### Climat
Pour des articles plus généraux, voir Climat de la Nouvelle-Aquitaine et Climat de la Haute-Vienne.
Historiquement, la commune est exposée à un climat océanique limousin.  
En 2020, Météo-France publie une typologie des climats de la France métropolitaine dans laquelle la commune est dans une zone de transition entre le climat océanique altéré et le climat de montagne et est dans la région climatique  Ouest et nord-ouest du Massif Central, caractérisée par une pluviométrie annuelle de 900 à 1 500 mm, maximale en automne et en hiver.
Pour la période 1971-2000, la température annuelle moyenne est de 11,2 °C, avec une amplitude thermique annuelle de 14,7 °C. Le cumul annuel moyen de précipitations est de 1 147 mm, avec 13 jours de précipitations en janvier et 8,1 jours en juillet. Pour la période 1991-2020, la température moyenne annuelle observée sur la station météorologique la plus proche, située sur la commune de Saint-Germain-les-Belles à 10,63 km à vol d'oiseau, est de 11,2 °C et le cumul annuel moyen de précipitations est de 1 129,2 mm,. Pour l'avenir, les paramètres climatiques de la commune estimés pour 2050 selon différents scénarios d’émission de gaz à effet de serre sont consultables sur un site dédié publié par Météo-France en novembre 2022.

## Urbanisme

### Typologie
Au 1er janvier 2024, Saint-Bonnet-Briance est catégorisée commune rurale à habitat très dispersé, selon la nouvelle grille communale de densité à sept niveaux définie par l'Insee en 2022.
Elle est située hors unité urbaine. Par ailleurs la commune fait partie de l'aire d'attraction de Limoges, dont elle est une commune de la couronne,. Cette aire, qui regroupe 127 communes, est catégorisée dans les aires de 200 000 à moins de 700 000 habitants,.

### Occupation des sols
L'occupation des sols de la commune, telle qu'elle ressort de la base de données européenne d’occupation biophysique des sols Corine Land Cover (CLC), est marquée par l'importance des territoires agricoles (73,7 % en 2018), une proportion sensiblement équivalente à celle de 1990 (73,2 %). La répartition détaillée en 2018 est la suivante : 
prairies (61,1 %), forêts (26,3 %), zones agricoles hétérogènes (11,4 %), terres arables (1,2 %). L'évolution de l’occupation des sols de la commune et de ses infrastructures peut être observée sur les différentes représentations cartographiques du territoire : la carte de Cassini (XVIIIe siècle), la carte d'état-major (1820-1866) et les cartes ou photos aériennes de l'IGN pour la période actuelle (1950 à aujourd'hui).

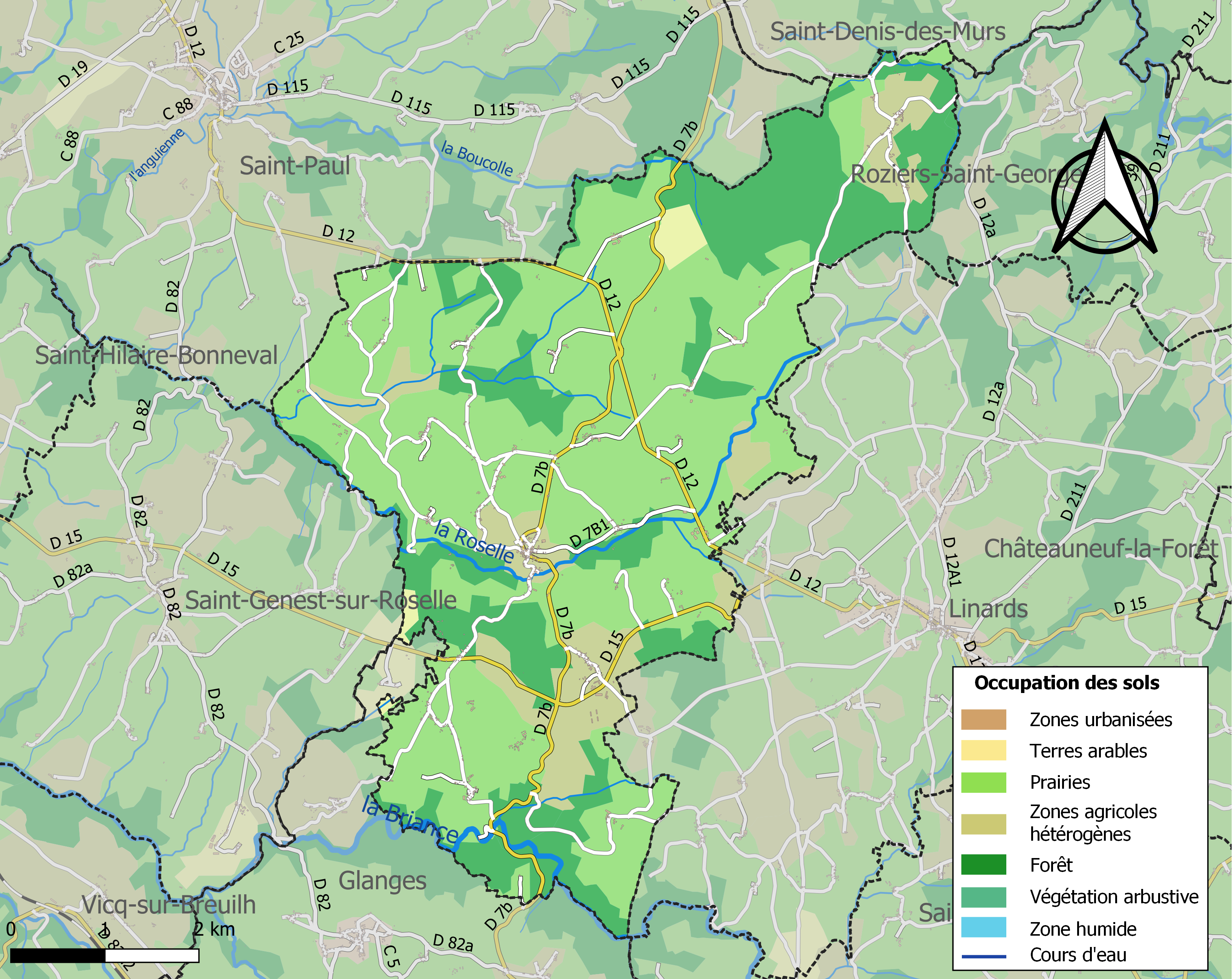
Carte des infrastructures et de l'occupation des sols de la commune en 2018 (CLC).

### Risques majeurs
Le territoire de la commune de Saint-Bonnet-Briance est vulnérable à différents aléas naturels : météorologiques (tempête, orage, neige, grand froid, canicule ou sécheresse) et séisme (sismicité faible). Il est également exposé à un risque particulier : le risque de radon. Un site publié par le BRGM permet d'évaluer simplement et rapidement les risques d'un bien localisé soit par son adresse soit par le numéro de sa parcelle.

#### Risques naturels

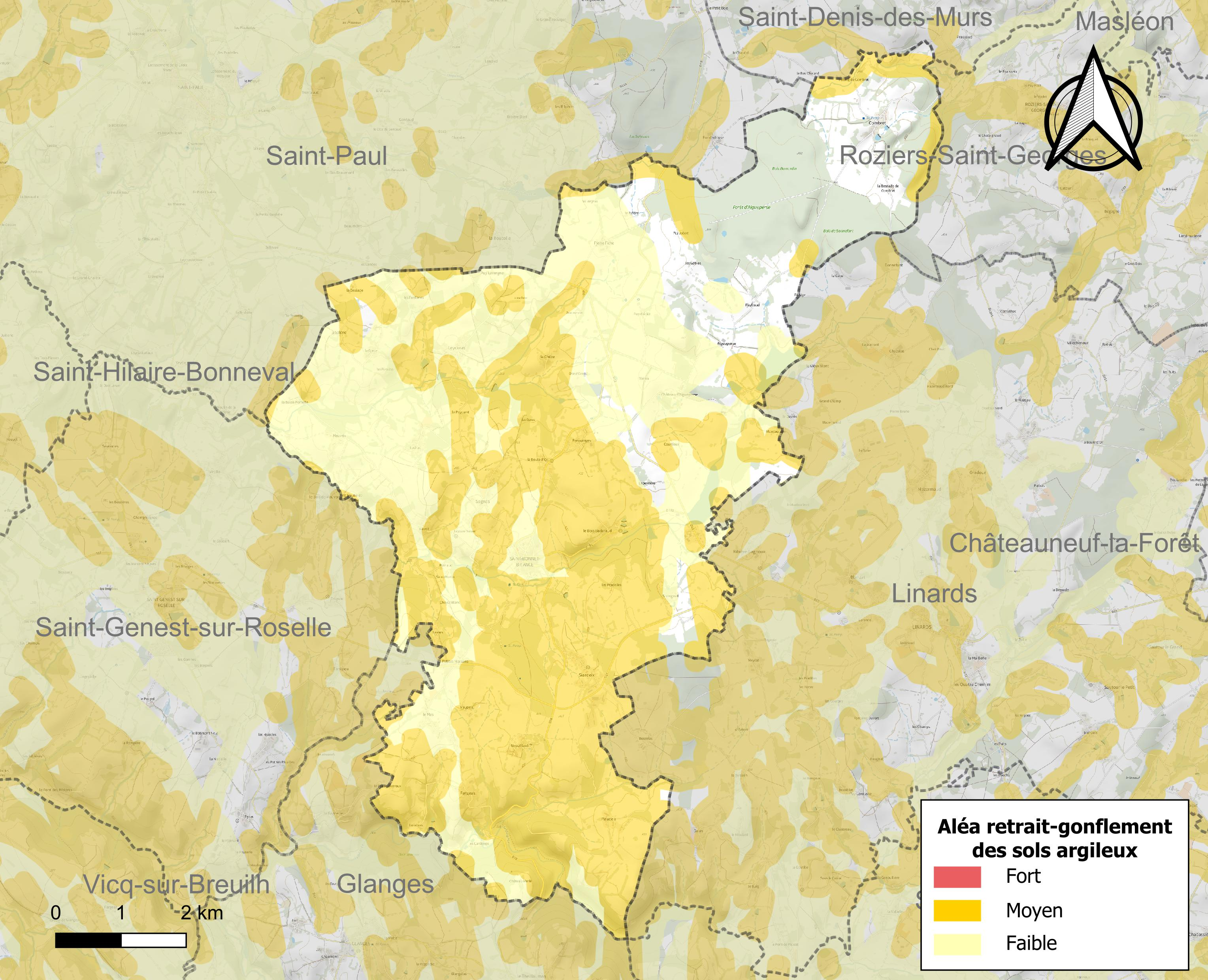
Carte des zones d'aléa retrait-gonflement des sols argileux de Saint-Bonnet-Briance.

Le retrait-gonflement des sols argileux est susceptible d'engendrer des dommages importants aux bâtiments en cas d’alternance de périodes de sécheresse et de pluie. 50,2 % de la superficie communale est en aléa moyen ou fort (27 % au niveau départemental et 48,5 % au niveau national métropolitain). Depuis le 1er octobre 2020, en application de la loi ÉLAN, différentes contraintes s'imposent aux vendeurs, maîtres d'ouvrages ou constructeurs de biens situés dans une zone classée en aléa moyen ou fort,.
La commune a été reconnue en état de catastrophe naturelle au titre des dommages causés par les inondations et coulées de boue survenues en 1982 et 1999 et par des mouvements de terrain en 1999.

#### Risque particulier
Dans plusieurs parties du territoire national, le radon, accumulé dans certains logements ou autres locaux, peut constituer une source significative d’exposition de la population aux rayonnements ionisants. Selon la classification de 2018, la commune de Saint-Bonnet-Briance est classée en zone 3, à savoir zone à potentiel radon significatif.

## Toponymie
En limousin, la langue régionale anciennement parlée localement, son nom se prononce « Saint Bonnet Briansso » et s'écrit ainsi en graphie mistralienne (phonétique) tandis qu'il s'écrit Sent Bonèt Briança en graphie classique.

## Histoire
Saint-Bonnet-Briance a connu plusieurs noms dans son histoire.
En 1147, on trouve trace de la paroisse de Saint-Bonnet de Artigia.
Vers 1400, elle devient Saint-Bonnet d’Aigueperse.
En 1574, Saint-Bonnet près Pierre-Buffière.
Vers 1750, Saint-Bonnet la Forêt et aussi Saint-Bonnet-la-Rivière et Saint-Bonnet-les-Peillères.
Le 24 germinal an IX (14 avril 1801), l'administration des communes d'Aigueperse, Combret et Saint-Genest est assurée par la mairie de la commune de Saint-Bonnet-la-Rivière.
Le 11 janvier 1806, par arrêté du préfet, l'administration de la commune d'Aigueperse est provisoirement réunie à celle de Saint-Bonnet-la-Rivière.
Le 4 juillet 1806, par décret, Aigueperse et Combret sont réunies à la commune de Saint-Bonnet-la-Rivière.
Le 6 novembre 1901, pour la distinguer des autres localités du même nom, Saint-Bonnet-la-Rivière devient Saint-Bonnet-Briance par arrêté préfectoral (Briance est le nom de la rivière qui traverse la commune).

## Politique et administration
| Période                                  | Période  | Identité           | Étiquette | Qualité |
| ---------------------------------------- | -------- | ------------------ | --------- | ------- |
| Les données manquantes sont à compléter. |          |                    |           |         |
| avant 1981                               | ?        | Pierre Camailhac   | PS        |         |
| mars 2001                                | 2014     | Yves Chabrier      | PS        |         |
| 2014                                     | 2020     | Sylvette Chadelaud |           |         |
| 2020                                     | En cours | Claude Reygnaud    |           |         |

## Démographie
L'évolution du nombre d'habitants est connue à travers les recensements de la population effectués dans la commune depuis 1793. Pour les communes de moins de 10 000 habitants, une enquête de recensement portant sur toute la population est réalisée tous les cinq ans, les populations de référence des années intermédiaires étant quant à elles estimées par interpolation ou extrapolation. Pour la commune, le premier recensement exhaustif entrant dans le cadre du nouveau dispositif a été réalisé en 2006.

En 2022, la commune comptait 538 habitants, en évolution de −5,61 % par rapport à 2016 (Haute-Vienne : −0,68 %, France hors Mayotte : +2,11 %).
| 1793  | 1800  | 1806  | 1821  | 1831  | 1836  | 1841  | 1846  | 1851  |
| ----- | ----- | ----- | ----- | ----- | ----- | ----- | ----- | ----- |
| 1 119 | 1 165 | 1 250 | 1 573 | 1 584 | 1 591 | 1 582 | 1 478 | 1 654 |

| 1856  | 1861  | 1866  | 1872  | 1876  | 1881  | 1886  | 1891  | 1896  |
| ----- | ----- | ----- | ----- | ----- | ----- | ----- | ----- | ----- |
| 1 480 | 1 398 | 1 385 | 1 357 | 1 355 | 1 444 | 1 439 | 1 445 | 1 394 |

| 1901  | 1906  | 1911  | 1921  | 1926  | 1931  | 1936  | 1946  | 1954  |
| ----- | ----- | ----- | ----- | ----- | ----- | ----- | ----- | ----- |
| 1 411 | 1 429 | 1 340 | 1 217 | 1 155 | 1 124 | 1 042 | 1 012 | 1 003 |

| 1962 | 1968 | 1975 | 1982 | 1990 | 1999 | 2006 | 2011 | 2016 |
| ---- | ---- | ---- | ---- | ---- | ---- | ---- | ---- | ---- |
| 902  | 759  | 635  | 536  | 498  | 486  | 514  | 578  | 570  |

| 2021 | 2022 | - | - | - | - | - | - | - |
| ---- | ---- | - | - | - | - | - | - | - |
| 549  | 538  | - | - | - | - | - | - | - |

## Lieux et monuments
- Château de Neuvillard, château des Pradelles, château de Sivergnat, château de la Pomélie, château d'Aigueperse
- Église Saint-Bonnet-d'Auvergne de Saint-Bonnet-Briance.

## Personnalités liées à la commune
- Suzanne de La Pomélie (1571-1616).

## Pour approfondir